# Пространство дифференцируемых функций
Пространством дифференцируемых функций (пространством гладких функций, пространством непрерывно дифференцируемых функций) в функциональном анализе называют пространство всех заданных на компактном множестве {\displaystyle \Omega \subset R^{n}} гладких функций с порядком гладкости {\displaystyle k}, где k — натуральное число ({\displaystyle k\in \mathbb {N} }). Обозначения: {\displaystyle C^{k}}, {\displaystyle C^{k}(\Omega )} . 
Все функции из {\displaystyle C^{k}} обладают непрерывными производными вплоть до {\displaystyle k}-го порядка включительно.
Пространством бесконечно-дифференцируемых функций (пространством бесконечно-гладких функций) называется множество всех определенных на компакте {\displaystyle \Omega \subset R^{n}} функций, имеющих производные всех порядков. Обозначения: {\displaystyle C^{\infty },C^{\infty }(\Omega )}
Для любого {\displaystyle k} пространство {\displaystyle C^{k}(\Omega )} содержит в себе пространство {\displaystyle C^{k+p}(\Omega ),\forall p\in \mathbb {N} }, а также пространство {\displaystyle C^{\infty }(\Omega )} в качестве своего подмножества: {\displaystyle C^{1}\supset C^{2}\supset ...\supset C^{\infty }} .

## Свойства пространствCk(Ω){\displaystyle C^{k}(\Omega )}
- {\displaystyle \forall k,C(\Omega )\supset C^{k}(\Omega )}, где {\displaystyle C(\Omega )} — пространство непрерывных функций.
- {\displaystyle \forall k,C^{k}(\Omega )} — Банахово пространство. Норма в этом пространстве: {\displaystyle \forall f\in C^{k}(\Omega ):\|f\|_{C^{k}}=\sum \limits _{l=0}^{k}\max _{x\in \Omega }|f^{(l)}(x)|}, где {\displaystyle f^{(0)}(x)=f(x)}, {\displaystyle f^{(l)}(x)={d^{l}f(x) \over dx^{l}}} .

Также эту норму можно записать в виде {\displaystyle \|f\|_{C^{k}}=\sum \limits _{l=0}^{k}\|f^{(l)}\|_{C}} .